# Roeien op de Olympische Zomerspelen 2016
Roeien is een van de sporten die beoefend werden op de Olympische Zomerspelen 2016 in Rio de Janeiro, Brazilië. De wedstrijden vonden plaats van 6 tot en met 13 augustus op het Lagoa Rodrigo de Freitas.

## Kwalificatie
In totaal namen 550 roeiers aan de wedstrijden deel, 331 mannen en 219 vrouwen. Twee quotaplaatsen waren voorbehouden aan gastland Brazilië, voor het geval er geen Brazilianen waren die zich wisten te kwalificeren. Vier quotaplaatsen werden vergeven door de olympische tripartitecommissie in samenwerking met de wereldroeibond FISA aan landen die geen quotaplaatsen in de wacht habben gesleept. Ieder land mocht maximaal een boot per klasse afvaardigen en maximaal 20 vrouwen en 28 mannen afvaardigen. Belangrijkste kwalificatiewedstrijd waren de wereldkampioenschappen roeien 2015 in Aiguebelette.

## Programma
De wedstrijden begonnen elke dag om 10:30 (MEZT).
| Onderdeel              | Augustus | Augustus | Augustus | Augustus | Augustus | Augustus | Augustus | Augustus | Augustus |
| Onderdeel              | 6        | 7        | 8        | 9        | 10       | 11       | 12       | 13       | T        |
| ---------------------- | -------- | -------- | -------- | -------- | -------- | -------- | -------- | -------- | -------- |
| Skiff (m)              | S        | H        |          | KF       |          | HF       |          | Goud     | 1        |
| Twee-zonder (m)        | S        | H        |          | HF       |          | Goud     |          |          | 1        |
| Dubbel-twee (m)        | S        | H        |          | HF       |          | Goud     |          |          | 1        |
| Lichte dubbel-twee (m) |          | S        | H        |          | HF       |          | Goud     |          | 1        |
| Vier-zonder (m)        |          | S        | H        |          | HF       |          | Goud     |          | 1        |
| Dubbel-vier (m)        | S        |          | H        |          | Goud     |          |          |          | 1        |
| Lichte vier-zonder (m) | S        | H        |          | HF       |          | Goud     |          |          | 1        |
| Acht (m)               |          |          | S        |          | H        |          |          | Goud     | 1        |
|                        |          |          |          |          |          |          |          |          |          |
| Skiff (v)              | S        | H        |          | KF       |          | HF       |          | Goud     | 1        |
| Twee-zonder (v)        |          | S        | H        |          | HF       |          | Goud     |          | 1        |
| Dubbel-twee (v)        | S        | H        |          | HF       |          | Goud     |          |          | 1        |
| Lichte dubbel-twee (v) |          | S        | H        |          | HF       |          | Goud     |          | 1        |
| Dubbel-vier (v)        | S        |          | H        |          | Goud     |          |          |          | 1        |
| Acht (v)               |          |          | S        |          | H        |          |          | Goud     | 1        |
| Totaal                 |          |          |          |          | 2        | 4        | 4        | 4        | 14       |

S Series   H Herkansingen   KF Kwartfinale   HF Halve finale      Finale

## Medailles

### Mannen
| Onderdeel          | Goud | Goud | Zilver | Zilver | Brons | Brons |
| ------------------ | ---- | --- | ------ | --- | ----- | --- |
| Skiff              | NZL  | Mahe Drysdale | CRO    | Damir Martin | CZE   | Ondřej Synek |
| Lichte dubbel-twee | FRA  | Jérémie Azou Pierre Houin                                                                                             | IRL    | Gary O'Donovan Paul O'Donovan | NOR   | Kristoffer Brun Are Strandli |
| Dubbel-twee        | CRO  | Martin Sinković Valent Sinković                                                                                       | LTU    | Mindaugas Griškonis Saulius Ritter | NOR   | Kjetil Borch Olaf Tufte |
| Twee-zonder        | NZL  | Hamish Bond Eric Murray                                                                                               | RSA    | Lawrence Brittain Shaun Keeling | ITA   | Giovanni Abagnale Marco Di Costanzo |
| Dubbel-vier        | GER  | Hans Gruhne Lauritz Schoof Karl Schulze Philipp Wende                                                                 | AUS    | Alexander Belonogoff Karsten Forsterling Cameron Girdlestone James McRae                                                                    | EST   | Tõnu Endrekson Andrei Jämsä Allar Raja Kaspar Taimsoo                                                                                   |
| Lichte vier-zonder | SUI  | Mario Gyr Simon Niepmann Simon Schürch Lucas Tramèr                                                                   | DEN    | Jacob Barsøe Morten Jørgensen Jacob Larsen Kasper Winther Jørgensen                                                                         | FRA   | Thomas Baroukh Thibault Colard Guillaume Raineau Franck Solforosi                                                                       |
| Vier-zonder        | GBR  | Alex Gregory Constantine Louloudis George Nash Mohamed Sbihi                                                          | AUS    | Josh Booth Josh Dunkley-Smith Alexander Hill William Lockwood                                                                               | ITA   | Matteo Castaldo Matteo Lodo Domenico Montrone Giuseppe Vicino                                                                           |
| Acht               | GBR  | Paul Bennett Scott Durant Matthew Gotrel Phelan Hill Matt Langridge Tom Ransley Pete Reed William Satch Andrew Triggs | GER    | Felix Drahotta Malte Jakschik Eric Johannesen Andreas Kuffner Maximilian Munski Hannes Ocik Maximilian Reinelt Martin Sauer Richard Schmidt | NED   | Kaj Hendriks Robert Lücken Boaz Meylink Boudewijn Röell Olivier Siegelaar Dirk Uittenbogaard Mechiel Versluis Peter Wiersum Tone Wieten |

### Vrouwen
| Onderdeel          | Goud | Goud | Zilver | Zilver | Brons | Brons |
| ------------------ | ---- | --- | ------ | --- | ----- | --- |
| Skiff              | AUS  | Kimberley Brennan-Crow | USA    | Genevra Stone | CHN   | Duan Jingli |
| Lichte dubbel-twee | NED  | Maaike Head Ilse Paulis | CAN    | Lindsay Jennerich Patricia Obee | CHN   | Huang Wenyi Pan Feihong |
| Dubbel-twee        | POL  | Magdalena Fularczyk-Kozłowska Natalia Madaj                                                                                     | GBR    | Katherine Grainger Victoria Thornley                                                                                                 | LTU   | Milda Valčiukaitė Donata Vištartaitė                                                                                                 |
| Twee-zonder        | GBR  | Helen Glover Heather Stanning                                                                                                   | NZL    | Genevieve Behrent Rebecca Scown | DEN   | Anne Andersen Hedvig Rasmussen |
| Dubbel-vier        | GER  | Carina Bär Julia Lier Lisa Schmidla Annekatrin Thiele                                                                           | NED    | Chantal Achterberg Nicole Beukers Carline Bouw Inge Janssen                                                                          | POL   | Monika Ciaciuch Agnieszka Kobus Joanna Leszczyńska Maria Springwald                                                                  |
| Acht               | USA  | Amanda Elmore Tessa Gobbo Elle Logan Meghan Musnicki Amanda Polk Emily Regan Lauren Schmetterling Kerry Simmonds Katelin Snyder | GBR    | Karen Bennett Olivia Carnegie-Brown Jessica Eddie Catherine Greves Frances Houghton Zoe Lee Polly Swann Zoe de Toledo Melanie Wilson | ROU   | Amalia Bereș Andreea Boghian Adelina Bogus Roxana Cogianu Irina Dorneanu Daniela Druncea Laura Oprea Mihaela Petrila Ioana Strungaru |

### Medaillespiegel
| Plaats | Land             | NOC    | Goud | Zilver | Brons | Totaal |
| ------ | ---------------- | ------ | ---- | ------ | ----- | ------ |
| 1      | Groot-Brittannië | GBR    | 3    | 2      | 0     | 5      |
| 2      | Nieuw-Zeeland    | NZL    | 2    | 1      | 0     | 3      |
| 2      | Duitsland        | GER    | 2    | 1      | 0     | 3      |
| 4      | Australië        | AUS    | 1    | 2      | 0     | 3      |
| 5      | Nederland        | NED    | 1    | 1      | 1     | 3      |
| 6      | Kroatië          | CRO    | 1    | 1      | 0     | 2      |
| 6      | Verenigde Staten | USA    | 1    | 1      | 0     | 2      |
| 8      | Frankrijk        | FRA    | 1    | 0      | 1     | 2      |
| 8      | Polen            | POL    | 1    | 0      | 1     | 2      |
| 10     | Zwitserland      | SUI    | 1    | 0      | 0     | 1      |
| 11     | Litouwen         | LTU    | 0    | 1      | 1     | 2      |
| 11     | Denemarken       | DEN    | 0    | 1      | 1     | 2      |
| 13     | Ierland          | IRL    | 0    | 1      | 0     | 1      |
| 13     | Zuid-Afrika      | RSA    | 0    | 1      | 0     | 1      |
| 13     | Canada           | CAN    | 0    | 1      | 0     | 1      |
| 16     | Noorwegen        | NOR    | 0    | 0      | 2     | 2      |
| 16     | Italië           | ITA    | 0    | 0      | 2     | 2      |
| 16     | China            | CHN    | 0    | 0      | 2     | 2      |
| 19     | Tsjechië         | CZE    | 0    | 0      | 1     | 1      |
| 19     | Estland          | EST    | 0    | 0      | 1     | 1      |
| 19     | Roemenië         | ROU    | 0    | 0      | 1     | 1      |
| Totaal | Totaal           | Totaal | 14   | 14     | 14    | 42     |